# Marc Ouellet
Marc Armand Ouellet, P.S.S., (La Motte, 8 de junio de 1944) es un cardenal católico, arzobispo y teólogo canadiense. Fue prefecto del Dicasterio para los Obispos y presidente de la Pontificia Comisión para América Latina desde el 30 de junio de 2010 hasta el 30 de enero de 2023, tras ser aceptada su renuncia por límite de edad. Fue arzobispo de Quebec y Primado de Canadá desde 2002 hasta 2010. Ouellet habla correctamente seis lenguas: francés (es su lengua nativa), inglés, español, portugués, italiano y alemán.

## Biografía

### Familia y formación
Marc Ouellet nació el 8 de junio de 1944 en La Motte, en Abitibi-Témiscamingue, Quebec, siendo el tercero de una familia de ocho hijos. Es hijo de Pierre Ouellet (1919-1988) y Graziella Michaud (1922-2015). Marc Ouellet completó sus estudios universitarios y dos años de Filosofía en la École Normale d'Amos de 1959 a 1964, al final de los cuales se licenció en Pedagogía en la Universidad Laval de Quebec. Desde 1964 cursó los estudios teológicos en el Gran Seminario de Montreal, obteniendo el máster (denominado Licentia en las universidades eclesiásticas) en Sagrada Teología por la Universidad de Montreal en 1968

### Sacerdote
El 25 de mayo de 1968 fue ordenado sacerdote en su parroquia natal de Saint-Luc, en la diócesis de Amos, y fue vicario de la parroquia de St-Sauveur de Val d'Or de 1968 a 1970. En 1970 se traslada a Colombia para enseñar Filosofía en el Seminario Mayor de Bogotá. En 1972 regresa a Canadá para ingresar en la Compañía de Sacerdotes de San Sulpicio, realizando el noviciado ese mismo año. Entonces es enviado a continuar sus estudios en la Universidad Pontificia de Santo Tomás de Aquino de Roma, donde obtiene el máster (denominado Licentia en las universidades eclesiásticas) en Filosofía en 1974.
Ese mismo año, 1974, regresa a Colombia para ejercer como profesor en el Seminario Mayor de Manizales. Dos años después regresa a Canadá para trabajar en el Seminario Mayor de Montreal, labor que desarrollará hasta 1978. Desde entonces centra su atención en sus estudios teológicos, obteniendo el doctorado en Sagrada Teología en la Pontificia Universidad Gregoriana de Roma en 1983. 
Ese mismo año es nombrado rector del Seminario Mayor de Manizales, cargo que ejercerá hasta 1988, cuando es nombrado 1.er Consultor del Consejo Provincial Canadiense de Sulpicianos y profesor del Seminario Mayor de Montreal. En 1990 es nombrado rector de este seminario y en 1994 rector del Seminario de Edmonton. De 1996 a 2002 fue profesor ordinario de Teología dogmática en la Pontificia Universidad Lateranense de Roma.

### Obispo y arzobispo
El 19 de marzo de 2001 es consagrado obispo en la Basílica de San Pedro en Roma por el papa Juan Pablo II, que lo había nombrado el 3 de marzo secretario del Pontificio Consejo para la Promoción de la Unidad de los Cristianos asignándole la sede titular de Agropoli. Posteriormente fue nombrado consultor de la Congregación para la Doctrina de la Fe y de la Congregación para el Clero. 
El 15 de noviembre de 2002, el papa lo nombró arzobispo de Quebec y primado de Canadá. Tomó posesión de su sede el 26 de enero de 2003. Recibió el palio de manos del papa el 29 de junio siguiente, festividad de los santos Pedro y Pablo en Roma.

### Cardenal
Es elevado a cardenal durante el consistorio del 21 de octubre de 2003 por el papa Juan Pablo II que le asigna el título de Santa Maria in Traspontina. Participó en el cónclave de 2005, que eligió al papa Benedicto XVI, así como en el cónclave de 2013, que eligió al papa Francisco.
El 24 de noviembre de 2003, el papa Juan Pablo II lo nombró miembro de la Congregación para el Culto Divino y la Disciplina de los Sacramentos y consultor de la Pontificia Comisión para América Latina. El papa Benedicto XVI lo incluyó entre los designados papales para el Sínodo de los Obispos de 2005 sobre la Eucaristía, uno de los ocho miembros del Consejo de Cardenales para el Estudio de los Asuntos Organizativos y Económicos de la Santa Sede el 3 de febrero de 2007, miembro de la Congregación para la Educación Católica el 24 de mayo de 2007, miembro del Pontificio Consejo para la Cultura el 8 de febrero de 2008, y miembro de la Pontificia Comisión para América Latina el 8 de octubre de 2009.
En mayo de 2007 participó en la V Conferencia General del Episcopado Latinoamericano y del Caribe en Aparecida como miembro designado por el papa. Es mismo año consagró solemnemente su diócesis a Nuestra Señora de la Inmaculada Concepción.
En 2008, Benedicto XVI lo nombró relator general (secretario de actas) de la XII asamblea general ordinaria del Sínodo de los obispos que se celebraría en octubre de ese año para considerar "La Palabra de Dios en la vida y la misión de la Iglesia". En su discurso inaugural abogó por una exégesis bíblica motivada por la fe, no impulsada por las "características superficiales" exploradas en los estudios lingüísticos y arqueológicos. También pidió leer las Sagradas Escrituras a la luz de las enseñanzas de la Iglesia; lamentó la "tensión a menudo malsana entre la teología universitaria y el magisterio eclesiástico". Celebró el Congreso Eucarístico de Quebec en junio del mismo año. También en 2008, afirmó que la enseñanza de la doctrina católica en Quebec debe permanecer en el centro de los programas escolares porque el catolicismo es la religión de la mayoría, considerando que la sociedad quebequense está desorientada a nivel espiritual.
En abril de 2009, denuncia la ignorancia y la falta de información sobre religión y tradiciones, especialmente entre las nuevas generaciones, y aboga por el retorno de la catequesis en lugar de cursos de ética y cultura religiosa de Quebec. Afirmó también que la Iglesia católica es perseguida en Quebec porque “dice la verdad”.
En junio de 2011, Ouellet abordó las especulaciones sobre sus posibilidades de participar en un posible cónclave, diciendo que, para él, ser Papa "sería una pesadilla". Ouellet dijo que ver de cerca la carga de trabajo del Papa Benedicto XVI hace que la perspectiva del papado "no sea muy envidiable". Añadió: "Es una responsabilidad abrumadora. Es el tipo de cosas por las que no se hace campaña".
En mayo de 2012, el cardenal publicó un libro de entrevistas: Actualidad y futuro del Concilio Ecuménico Vaticano II. Interrogado por el padre Geoffroy de La Tousche, párroco de Elbeuf (Sena Marítimo), el cardenal Ouellet presenta su biografía y retoma las principales constituciones del Concilio Vaticano II. Concluye así su obra, especialmente dirigida a los jóvenes: «Como dicen los apóstoles san Pablo y san Juan: "Sabemos en quién hemos creído. Y hemos conocido el amor". Por tanto, podemos comprometernos plenamente al amor para fundar una familia, o a la vida consagrada o a la vida sacerdotal. Vale la pena comprometerse con el amor. Aquí es donde se encuentra la felicidad, el sentido de la vida. Aquí es donde encontraremos luz y traeremos felicidad a los demás. No basta con ser feliz. Hagamos felices a los demás, con la gracia de Dios». ( pág.  242).
En junio de 2012, con motivo de su visita a Irlanda, el cardenal Marc Ouellet pide perdón en nombre del Papa por los abusos sexuales: «El Papa Benedicto XVI me ha pedido, como su representante [...] que pida perdón a Dios por los abusos sexuales de niños por parte del clero, no sólo en Irlanda sino en toda la Iglesia».

### Cónclave de 2013
En el cónclave de 2013, celebrado tras la renuncia del papa Benedicto XVI, Marc Ouellet fue considerado papable, es decir, un posible sucesor del papa Benedicto XVI, según lo mencionado por varios vaticanistas y observadores. De hecho, Ouellet estuvo entre los que recibieron la mayor cantidad de votos en las votaciones efectuadas durante el cónclave. Según lo publicado por el vaticanista Gerard O'Connell en el libro The election of Pope Francis, Ouellet obtuvo 22 votos en la primera votación, 24 en la segunda, 14 en la tercera, 13 en la cuarta y 8 en la quinta, siendo solo superado por Jorge Mario Bergoglio y Angelo Scola. Las fuentes informan que en algún momento de la votación, Ouellet dejó su candidatura y dio su apoyo a Bergoglio, quien acabó siendo elegido papa. Cuando los cardenales electores se reunieron para este cónclave, ayudó a organizar que el cardenal elector Keith O'Brien se retirara de la participación en medio de múltiples acusaciones de conducta sexual inapropiada. Anteriormente en el cónclave de 2005 también se le había considerado como un posible sucesor de Juan Pablo II.
Habiendo cumplido 80 años el 8 de junio de 2024, ya no participará en eventuales futuros cónclaves. Esto es así desde la reforma de 1970 hecha por Pablo VI con la publicación del motu proprio Ingravescentem aetatem, que establece que sólo los cardenales menores de 80 años tienen derecho a votar en un cónclave.
Está considerado uno de los más acérrimos defensores de la fe católica en la jerarquía religiosa canadiense.

## Cargos en la curia romana
El 30 de junio de 2010 el papa Benedicto XVI llama a Marc Ouellet a la curia y lo nombra prefecto de la Congregación para los Obispos y presidente de la Pontificia Comisión para América Latina,en sustitución del cardenal Giovanni Battista Re, que ha alcanzado el límite de 75 años fijado por el derecho canónico (can. 401). Esta congregación es una de las más importantes dentro de la curia romana, ya que allí se deciden todos los nombramientos de obispos del mundo. Se analiza el nombramiento de Marc Ouellet debido a su proximidad a Benedicto XVI. Con este nombramiento, el cardenal deja sus funciones como arzobispo de Quebec. Cuando se le pidió en ese momento que evaluara el escándalo de abusos sexuales, Ouellet citó como factores contribuyentes una cultura de secreto e ignorancia psicológica dentro de la Iglesia y la relajación de la moderación sexual en la sociedad en general y dentro de la Iglesia como consecuencia de malas interpretaciones del Concilio Vaticano II y una sustitución del relativismo por el objetivismo moral y la rigurosa adhesión a la doctrina moral de la Iglesia.
Tras unos meses gestionando la selección y el nombramiento de obispos, describió así su misión: «Hoy, sobre todo en el contexto de nuestras sociedades secularizadas, necesitamos obispos que sean los primeros evangelizadores, y no meros administradores de diócesis, que sean capaces de anunciar el Evangelio, que no sólo sean teológicamente fieles al magisterio y al Papa, sino que sean capaces también de exponer y, si es necesario, de defender públicamente la fe». También advirtió que si un sacerdote o un obispo aspira y maniobra para ser promovido a una diócesis destacada, «es mejor que se quede donde está».
Fue nombrado miembro de la Congregación para la Doctrina de la Fe el 16 de octubre de 2010. El 5 de enero de 2011 fue nombrado uno de los primeros miembros del recién creado Pontificio Consejo para la Promoción de la Nueva Evangelización. El 29 de enero de 2011, Ouellet fue nombrado por el papa Benedicto XVI miembro de la Secretaría de Estado de la Santa Sede (sección segunda). El 6 de abril de 2011, Ouellet fue nombrado miembro del Pontificio Consejo para los Textos Legislativos y el 7 de marzo de 2012 miembro de la Congregación para las Iglesias Orientales.
Ha sido Legado Pontificio para las siguientes celebraciones:
- Apertura de la Peregrinación a la "Sacra Túnica" en el V Centenario de la Ostentación Pública (Catedral de Trier, Alemania, 13 de abril de 2012).
- 50° Congreso Eucarístico Internacional (Dublín, 10-17 de junio de 2012).[33]

Es miembro de la Pontificia Academia de Teología.
El 16 de diciembre de 2013 el papa Francisco lo confirma en sus cargos de la Curia Romana:
- El 15 de enero de 2014 es confirmado en el cargo de presidente de la Pontificia Comisión para América Latina.

- El papa Francisco lo nombró miembro de la Congregación para los Institutos de Vida Consagrada y las Sociedades de Vida Apostólica el 29 de marzo de 2014[34][35] y de la Congregación para el Clero el 9 de junio de 2014.[36]

- El 9 de septiembre de 2014, es nombrado por el papa padre sinodal para la III Asamblea General Extraordinaria del sínodo de los obispos que se celebrará del 5 al 19 de octubre como prefecto de la Congregación para los Obispos.[37]

- El 30 de junio de 2015 fue confirmado como prefecto de la Congregación para los Obispos donec aliter provideatur.

- El 14 de octubre de 2015 fue nombrado miembro de la Congregación para la Doctrina de la Fe.

- El 7 de febrero de 2017 fue confirmado como miembro del Pontificio Comité para los Congresos Eucarísticos Internacionales in aliud quinquennium.

El 26 de junio de 2018, el propio papa Francisco, derogando los cánones 350 §§ 1-2 y 352 §§ 2-3 del Código de Derecho Canónico, lo elevó al orden de cardenales obispos sin diócesis suburbana, decisión que surtirá efecto a partir del 28 de junio siguiente. En septiembre de 2018, al hablar de la crisis de abusos sexuales cometidos por sacerdotes, Ouellet dijo que "necesitaremos más participación de las mujeres en la formación de los sacerdotes, en la enseñanza, en el discernimiento de los candidatos y en su equilibrio emocional". En octubre, dijo al Sínodo de los Obispos sobre los Jóvenes que era "posible y necesario acelerar los procesos de lucha contra la cultura 'machista' y el clericalismo, para desarrollar el respeto por las mujeres y el reconocimiento de sus carismas, así como su integración igualitaria en la vida de la sociedad y de la Iglesia".
El 27 de abril de 2019 fue confirmado como miembro del Pontificio Consejo de la Cultura ad aliud quinquennium, el 15 de mayo, de la Congregación para las Iglesias Orientales  in aliud quinquennium y el 28 de mayo, de la Congregación para el Clero in aliud quinquennium y de la Congregación para los Institutos de Vida Consagrada y las Sociedades de Vida Apostólica in aliud quinquennium.
- El 8 de junio de 2019 fue confirmado como prefecto de la Congregación para los Obispos y presidente de la Pontificia Comisión para América Latina donec aliter provideatur.[43]

- El 22 de diciembre de 2020 fue confirmado como miembro de la Congregación para la Doctrina de la Fe usque ad octogesimum annum aetatis.[44]

- El 22 de junio de 2021 fue confirmado como miembro de la Congregación para la Educación Católica usque ad octogesimum annum aetatis.[45]

Tras la entrada en vigor de la constitución apostólica Praedicate evangelium el 5 de junio de 2022 pasó a ser Prefecto del Dicasterio para los Obispos.
- El 22 de noviembre de 2022 fue nombrado miembro del Dicasterio para la Cultura y la Educación usque ad octogesimum annum aetatis.[46]

- El 30 de enero de 2023 cesó en los cargos de prefecto del Dicasterio para los Obispos y de presidente de la Pontificia Comisión para América Latina, tras ser aceptada su renuncia por límite de edad.

- El 25 de abril de 2023 fue nombrado miembro del Dicasterio para los Textos Legislativos, usque ad octogesimum annum aetatis.[47]

## Posiciones

### Aborto
En mayo de 2010 manifestó abiertamente su oposición al aborto incluso en los casos de embarazo por violación. Sus comentarios provocaron una tormenta de reacciones, molestia en la clase política quebequense y en varias mujeres políticas, entre ellas Pauline Marois.

### Sagrada Escritura y relativismo
En febrero de 2011, en una conferencia sobre “La Sagrada Escritura en la Iglesia”, Ouellet reiteró sus ideas sobre la interpretación bíblica, añadiendo el contexto de una cultura europea cada vez más secularizada que ya no reconoce el cristianismo y la Biblia como fuente de su cultura, sino como una tradición entre muchas. “Una nueva razón de Estado impone su ley y trata de relegar las raíces cristianas de Europa a un plano secundario. Parecería que, en nombre del secularismo, la Biblia debe ser relativizada, disuelta en un pluralismo religioso y desaparecer como referencia cultural normativa”, afirmó.

### Amoris laetitia
En agosto de 2016, publica un nuevo libro titulado Familia, conviértete en lo que eres, en el que explica que juzgar Amoris laetitia "sobre la única base de una nota a pie de página que significaría una ruptura con la tradición eclesiástica" parece "francamente simplista, incluso escandaloso". Invita también a los fieles a releer atentamente el texto.

## Polémicas

### El asunto de Marie Ferréol
El cardenal Marc Ouellet, como prefecto de la Congregación para los Obispos, entró en polémica al decidir excluir de la vida religiosa a una monja francesa del Instituto de las Dominicas del Espíritu Santo, Marie Ferréol, en junio de 2020, al supervisar una investigación sobre ella en la que la Congregación evoca una “falta grave”. Marc Ouellet firmó luego dos decretos de exclaustración y un decreto de expulsión definitiva de Marie Ferréol, en 2020, confirmados por el Vaticano, a principios de 2021.
Marie Ferréol, alegando que fue expulsada sin explicación, interpuso acciones judiciales contra Marc Ouellet. El 3 de abril de 2024, el tribunal civil de Lorient condenó al cardenal Marc Ouellet, junto con la asociación de las Dominicas del Espíritu Santo y dos visitadores apostólicos, a pagar una indemnización a Marie Ferréol por su daño material y moral. El Vaticano protesta contra la condena del cardenal Marc Ouellet, indicando que la condena por parte de un tribunal francés a la comunidad de las Dominicas del Espíritu Santo y al cardenal Marc Ouellet es una “violación grave” de la libertad de religión.

### Acusaciones de agresión sexual
El 8 de agosto de 2022, una demanda colectiva de 101 víctimas de abuso sexual contra la Arquidiócesis de Quebec nombró a Ouellet como el agresor de una mujer anónima (conocida como "F") que acusó al clérigo de besarla, en una recepción de cóctel en 2008. "F" alegó que Ouellet le masajeó los hombros y deslizó la mano por su espalda, tocándole las nalgas, además de hacerle comentarios inapropiados. Estos presuntos actos fueron cometidos en cuatro ocasiones, de 2008 a 2010, mientras ella era pasante en la diócesis. No se han presentado cargos penales. La demanda dice que "F" le escribió al Papa Francisco sobre Ouellet en enero de 2021. Ouellet ha negado la acusación de agresión sexual, calificándola de "difamatoria".
El Vaticano inició una investigación preliminar interna sobre la acusación contra Ouellet en febrero de 2021, dirigida por Jacques Servais, sacerdote jesuita y teólogo. El 18 de agosto de 2022, el Vaticano abandonó su investigación sobre Ouellet, después de que el Papa Francisco determinara que no había pruebas suficientes para iniciar una investigación canónica.
En diciembre de 2022, Ouellet presentó una demanda por difamación en los tribunales de Quebec, argumentando que había sido acusado falsamente de agresión sexual. En enero de 2023, la mujer a la que se hace referencia como "F" reveló ser Paméla Groleau, quien mantiene sus acusaciones a pesar de la demanda por $100.000 dólares del cardenal contra ella.
En enero de 2023, la revista católica Golias reveló la existencia de otra denuncia contra Marc Ouellet, que el cardenal Gérald Lacroix transmitió al Papa en septiembre de 2020. Esta denuncia fue archivada sin más medidas. Al igual que en la primera denuncia, Marc Ouellet niega cualquier comportamiento inadecuado hacia esta mujer. La revelación de la segunda denuncia coincide con su renuncia como prefecto del Dicasterio para los Obispos y presidente de la Pontificia Comisión para América Latina, oficialmente por límite de edad.
En junio de 2023, el medio católico de Quebec Présence information religion hizo público otros supuestos gestos inapropiados del cardenal Ouellet.

## Lema y escudo de armas

Escudo de armas de Marc Ouellet como cardenal.

El lema del Cardenal Ouellet es Ut unum sint que significa "Que sean uno" y que está tomado del Evangelio de Juan. También se refiere a la encíclica Ut unum sint de Juan Pablo II sobre el compromiso ecuménico (25 de mayo de 1995) y al primer ministerio episcopal del cardenal Ouellet como secretario del Pontificio Consejo para la Promoción de la Unidad de los Cristianos (2001-2002).
Su escudo de armas es azul, con una cruz anclada en oro sobre una montaña de tres copas de plata flanqueada por una flor de lis de oro a la derecha y una flor de lis de plata a la izquierda. El azul evoca el cielo de Abitibi-Témiscamingue, región natal del cardenal, las flores de lis sus orígenes quebequenses, y la cruz en la montaña el gesto de los fundadores de Ville-Marie en los albores de la colonia que se convirtió en Montreal. El conjunto simboliza también la herencia espiritual recibida de la Compañía de San Sulpicio y de la Comunidad San Juan, fundada por Hans Urs von Balthasar y Adrienne von Speyr: la cruz gloriosa del Calvario indica la victoria del Amor Trinitario sobre el pecado y la muerte; el lirio dorado representa a María, símbolo de la Iglesia inmaculada; el lirio de plata representa a Juan, símbolo de la humanidad reconciliada. Todo esto da testimonio de la unidad de la Iglesia por la que oró el Señor.

## Distinciones
- Medalla del Jubileo de Diamante de Isabel II ( Canadá).
- Gran Cruz de la Orden de Vasco Núñez de Balboa ( Panamá).
- Caballero de la Gran Cruz de la Orden Ecuestre del Santo Sepulcro de Jerusalén ( Ciudad del Vaticano).

## Obras
- Ouellet, Marc (2015). Mystery and Sacrament of Love: A Theology of Marriage and the Family for the New Evangelization. Wm. B. Eerdmans Publishing. ISBN 9780802873347.

- Ouellet, Marc (2013). The Relevance and Future of the Second Vatican Council. Ignatius Press. ISBN 9781586177980.

- Ouellet, Marc (2006). Divine Likeness: Toward a Trinitarian Anthropology of the Family. Wm. B. Eerdmans Publishing. ISBN 9780802828330.